# David Stone (Politiker)

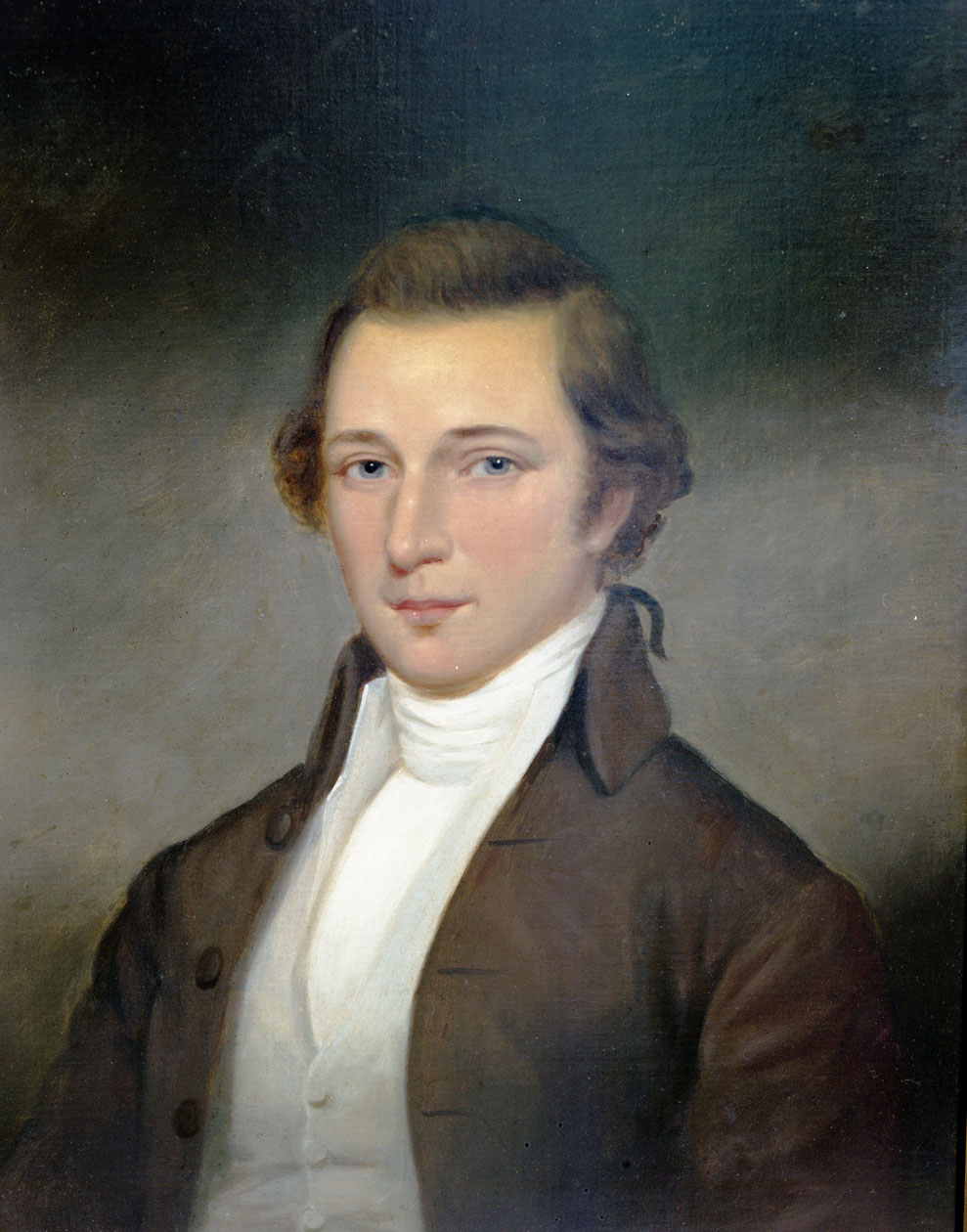
David Stone

David Stone (* 17. Februar 1770 im Bertie County, Province of North Carolina; † 7. Oktober 1818 bei Raleigh, North Carolina) war ein US-amerikanischer Politiker und der 15. Gouverneur von North Carolina. Diesen Bundesstaat vertrat er außerdem in beiden Kammern des Kongresses.

## Frühe Jahre
David Stone besuchte die Windsor Academy und später das College of New Jersey, aus dem dann die Princeton University hervorging. Nach einem Jurastudium eröffnete er 1790 in Halifax eine Anwaltskanzlei.

## Kongressabgeordneter und Senator
Stone gehörte 1789 zu den Delegierten in North Carolina, die die US-Verfassung ratifizierten. Zwischen 1791 und 1794 war er Abgeordneter im Repräsentantenhaus von North Carolina. Anschließend war er bis 1798 als Richter tätig. Der nächste Schritt auf seiner Karriereleiter führte ihn in den Kongress, wo er von 1799 bis 1801 im Repräsentantenhaus und anschließend bis 1807 im Senat tätig war. Bei der Präsidentschaftswahl des Jahres 1800, die vom Kongress entschieden werden musste, stimmte Stone für Thomas Jefferson.

## Gouverneur von North Carolina
Nach einer kurzen Zeit als Richter in North Carolina wurde er 1808 als Nachfolger von Benjamin Williams zum Gouverneur gewählt und ein Jahr später in diesem Amt bestätigt. Seine Amtszeit begann am 12. Dezember 1808 und endete am 1. Dezember 1810. In seiner Zeit als Gouverneur setzte er sich für die Weiterentwicklung der Landwirtschaft ein. Gleichzeitig wurde die Infrastruktur des Landes verbessert. Vor allem auf dem Gebiet des Transportwesens wurden Fortschritte erreicht. Ein weiterer Schwerpunkt seiner Amtszeit war die Bildungspolitik. Stone setzte sich für den Ausbau des Schulsystems ein.

## Weiterer Lebenslauf und Tod
Nach dem Ende seiner Amtszeit blieb Stone weiter politisch aktiv. Zwischen 1811 und 1812 war er noch einmal Abgeordneter im Parlament von North Carolina. Von 1813 bis 1814 gehörte er ein weiteres Mal als Vertreter der Demokratisch-Republikanischen Partei dem US-Senat an. Am 24. Dezember 1814 trat er von seinem Amt zurück und zog sich auf seine Plantage zurück, wo er 1818 starb.